# Butcher Ridge
Butcher Ridge ist ein großer und hauptsächlich eisfreier Gebirgskamm in der antarktischen Ross Dependency. Er ragt nahe dem Polarplateau im westlichen Teil der Cook Mountains auf. Der bogenförmige Gebirgskamm erstreckt sich ausgehend vom Mount Ayres in nordwestlicher Richtung.
Das Advisory Committee on Antarctic Names benannte ihn 1965 nach Harold Kenneth Butcher (1916–2008), Offizier für Luftoperationen im Stab der Unterstützungseinheiten der United States Navy in Antarktika während der Operation Deep Freeze der Jahre 1963 und 1964.